# Леон Драјзајтл
Леон Драјзајтл (  — Келн, 27. октобар 1995) професионални је немачки хокејаш на леду који игра на позицијама десног крила и централног нападача.
Члан је сениорске репрезентације Немачке за коју је на међународној сцени дебитовао на светском првенству 2014. године.
Учествовао је на улазном драфту НХЛ лиге 2014. где га је као 3. пика у првој рунди одабрала екипа Едмонтон ојлерса. Тиме је Драјзајтл постао најбоље рангирани немачки играч на драфту у историји немачког хокеја на леду. Исте године у дресу Ојлерса Драјзајтл започиње и своју професионалну каријеру.
Његов отац Петер био је вишеструки немачки репрезентативац у хокеју на леду (и троструки олимпијац).